# 劉昇 (景泰進士)
劉昇（1431年—1461年），字幼顯，江西永新攸县人，明朝政治人物、榜眼。
景泰二年，登進士一甲第二名（榜眼），授翰林院编修。其为人喜欢谈论经籍。三十岁即去世。